# موتوویلیخا
موتوویلیخا (روسی: Мотовилихинские заводы) شرکت صنایع جنگ‌افزاری روسی است، که در سال ۱۷۳۶ تأسیس شد و هم‌اکنون در زمینه تولید تجهیزات توپخانه، توپخانه خودکششی، هویتزر و ساخت انواع خودروی نظامی فعالیت می‌کند.